# (2709) Саган
(2709) Саган (лат. Sagan) — астероид главного пояса, который принадлежит к светлому спектральному классу S и входит в состав семейства Флоры. Он был открыт 21 марта 1982 года американским астрономом Эдвардом Боуэллом в обсерватории Андерсон-Меса и назван в честь американского астрофизика Карла Сагана.

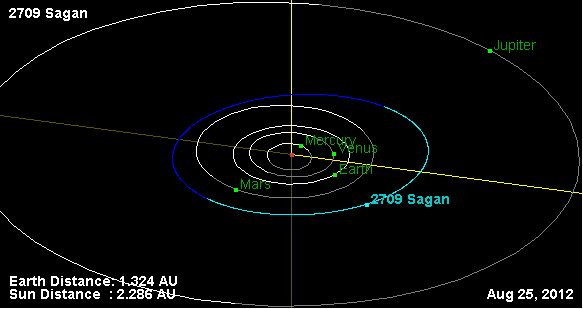
Орбита астероида Саган и его положение в Солнечной системе